# フェオドラ・ツー・ライニンゲン
アンナ・フェオドラ・アウグステ・ツー・ライニンゲン（Anna Feodora Auguste zu Leiningen, 1807年12月7日 - 1872年9月23日）は、ホーエンローエ＝ランゲンブルク侯エルンスト1世の妻。結婚後はフェオドラ・フォン・ホーエンローエ＝ランゲンブルクと名乗った。

## 生涯
ライニンゲン侯エミッヒ・カールとその2度目の妃であるヴィクトリアの長女としてアモールバッハ（現バイエルン州ミルテンベルク郡）で誕生した。同母兄にカール・フリードリヒがいる。
父と死別後、母がイギリス王子ケント公エドワード・オーガスタスと再婚したため、妊娠した母に伴われて、兄とともに1819年にイギリスへ渡った。生まれた異父妹アレクサンドリナ・ヴィクトリア（後のヴィクトリア女王）とは仲の良い姉妹だったという。2人はフェオドラの死まで文通をしていた。
イギリスで教育を受け、1828年にドイツへ戻ってエルンストと結婚し、6子を生んだ。
- カール・ルートヴィヒ・ヴィルヘルム・レオポルト（1829年 - 1907年） - 1860年4月に侯位を継ぐが、わずか9日後に弟ヘルマンへ譲位。
- エリーゼ・アーデルハイト・ヴィクトリエ（1830年 - 1850年）
- ヘルマン・エルンスト・フランツ・ベルンハルト（1832年 - 1913年） - ホーエンローエ＝ランゲンブルク侯。
- ヴィクトル・フェルディナント・フランツ（1833年 - 1891年） - イギリスへ移住し、貴賤結婚をした。
- アーデルハイト・ヴィクトリア・アマーリエ・ルイーゼ・マリア・コンスタンツェ（1835年 - 1900年） - シュレースヴィヒ＝ホルシュタイン公フリードリヒ8世妃。後のドイツ皇后アウグステ・ヴィクトリアの母。
- フェオドラ・ヴィクトリア・アーデルハイト（1839年 - 1872年） - ザクセン＝マイニンゲン公ゲオルク2世妃。

フェオドラは、バーデン＝バーデンのヴィラ・ホーエンローエで死去した。